# 11464 Moser
A 11464 Moser (ideiglenes jelöléssel (11464) 1981 EL28) a Naprendszer kisbolygóövében található aszteroida. Schelte J. Bus fedezte fel 1981. március 6-án.

## Kapcsolódó szócikk
- Kisbolygók listája (11001–11500)